# Becfilós occidental
El becfilós occidental (Dasyornis longirostris) és un ocell de la família dels dasiornítids (Dasyornithidae).

## Hàbitat i distribució
Habita l'espesa vegetació baixa del sud-oest d'Austràlia Occidental a prop d'Albany, cap al nord fins Perth